# Adam Laszuk
Adam Laszuk (ur. 10 października 1893 w Hrudzie, zm. 12 sierpnia 1939 w Toruniu) – major piechoty Wojska Polskiego, działacz niepodległościowy i społeczny.

## Życiorys
Urodził się 10 października 1893 we wsi Hrud, w ówczesnym powiecie konstantynowskim guberni siedleckiej, w rodzinie Bazylego i Heleny z Panasiuków.
Służył w armii rosyjskiej. Był członkiem Organizacji Młodzieży Niepodległościowej „Zarzewie”, Związku Walki Czynnej i Polskiej Organizacji Wojskowej.
Od 1 czerwca 1921 jego oddziałem macierzystym był 11 pułk piechoty. 3 maja 1922 został zweryfikowany w stopniu kapitana ze starszeństwem od 1 czerwca 1919 i 803. lokatą w korpusie oficerów piechoty. Później został przeniesiony do 49 pułku piechoty w Kołomyi, w którym pełnił obowiązki dowódcy I batalionu, a następnie kwatermistrza. 12 kwietnia 1927 prezydent RP nadał mu stopień majora z dniem 1 stycznia 1927 i 45. lokatą w korpusie oficerów piechoty. W maju tego roku został przeniesiony z 34 pułku piechoty w Białej Podlaskiej do 66 pułku piechoty w Chełmnie na stanowisko dowódcy II batalionu. W marcu 1931 został przeniesiony do 30 pułku piechoty w Warszawie na stanowisko kwatermistrza. W czerwcu 1933 został przeniesiony do Korpusu Ochrony Pogranicza. Od listopada 1934 dowodził Batalionem KOP „Ludwikowo”. W listopadzie 1935 został zwolniony z zajmowanego stanowiska i oddany do dyspozycji dowódcy Korpusu Ochrony Pogranicza, a później przeniesiony w stan spoczynku. Po zakończeniu służby zamieszkał w Toruniu i pełnił szereg funkcji społecznych: komendanta głównego Związku Powstańców i Wojaków Okręgu Korpusu Nr VIII, zastępcy komendanta okręgowego Federacji Polskich Związków Obrońców Ojczyzny, szefa Wydziału Wyszkolenia Komendy Okręgu Pomorskiego Związku Oficerów Rezerwy, inspektora okręgowego Związku Rezerwistów Nr VIII, sekretarza Okręgu Pomorskiego Związku Oficerów w Stanie Spoczynku, szefa Służby Młodych Okręgu Pomorskiego Obozu Zjednoczenia Narodowego. Pełnił również funkcję referenta dowódcy 4 Dywizji Piechoty do spraw wyszkolenia związków sfederowanych w FPZOO.
Zmarł 12 sierpnia 1939 w 8 Szpitalu Okręgowym w Toruniu, „po długich i ciężkich cierpieniach”. Cztery dni później został pochowany na cmentarzu garnizonowym w Toruniu (sektor J-11-8).
Był żonaty, miał dzieci. Jego żoną była Wanda z Ganasińskich (ur. 9 września 1906), a jednym z trojga dzieci była Krystyna po mężu Kułakowska (ur. 1932).

## Ordery i odznaczenia
- Krzyż Walecznych[21]
- Złoty Krzyż Zasługi – 10 listopada 1928[22][21]
- Medal Niepodległości – 29 grudnia 1933 „za pracę w dziele odzyskania niepodległości”[23][2][24]